# اویسئونگ-وپ
اویسئونگ-وپ (به هانجا: 義城邑) یک شهر در کره جنوبی است که در جئونسانگبوک-دو واقع شده‌است. اویسئونگ-وپ ۶۸٫۸۰ کیلومتر مربع مساحت و ۱۴٬۴۰۹ نفر جمعیت دارد.